# سيزر الجميل (رسام)
سيزر الجميل (من مواليد 1898 بعين التفاحة بالقرب من بكفيا بالإمبراطورية العثمانية؛ والمتوفي في بيروت بلبنان عام 1958م) هو رسام لبناني بارز، ساعد في وضع أسس حركة فنية لبنانية حديثة.

## الحياة الشخصية والمهنية

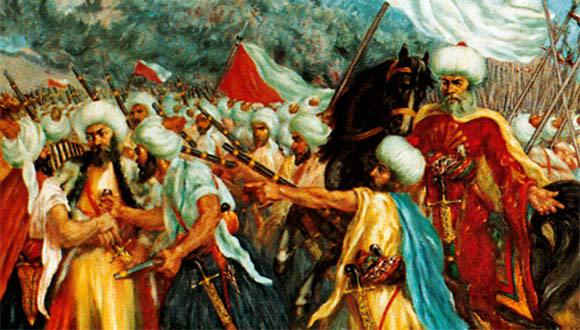
لوحة فخر الدين لسيزار جميل.

تلقى سيزر تعليمه الفني المبكر على يد خليل صليبي في بيروت.
كان سيزر فنانًا تشكيليًا بارزًا. تناولت موضوعاته العري الأنثوي، والزهور المتوهجة، والمناظر الطبيعية الخضراء والحمراء، والرقصات والدبكة، والمواقف الملحمية من حين لآخر. عبرت هذه الموضوعات عن تعطشه للعيش الذي عبر عنه بالرسم.
يعتبر سيزر جميل مع الفنانين مصطفى فروخ (1901-1957م) وعمر أنسي (1901-1969م) وصليبا الدويهي (مواليد 1915م) ويوسف حويك وداود قرم (1852-1930م) ورشيد وهبة (من مواليد 1917م)، رائدًاللفن الحديث، إذ أرسى هؤلاء الأسس لحركة الفن الحديث في لبنان. أسس هؤلاء الفنانون الأصالة وحرية التعبير التي لم يسبق لها مثيل في لبنان.
وفي عام 1943، أسس سيزر الجميل وألكسيس بطرس الأكاديمية اللبنانية للفنون الجميلة (بالفرنسية: L'Académie libanaise des Beaux-Arts)‏.
وُضعت صورة سيزر الجميل الفنان على طابع بريد لبناني صدر عام 1974 تقديرا لمساهمته في الفنون التشكيلية.

## روابط خارجية
- موقع مخصص لحياة وعمل سيزار الجميل